# Lijst van islamitische termen in het Arabisch
De volgende lijst bevat Arabische termen in het Arabisch uit zowel de islam als uit de Arabische wereld. Deze lijst moet het zoeken vergemakkelijken van bepaalde begrippen en geeft een korte uitleg. Om die reden bevat het artikel veel dubbele links.
Sommige begrippen zijn verweven met de Arabische cultuur, maar hebben soms ook een specifieke, islamitische betekenis. Daarnaast kan een woord verschillende betekenissen hebben. De transliteratie van het Arabische alfabet levert zijn eigen problemen op. Getracht wordt de internationale schrijfwijze aan te houden of de schrijfwijze zoals deze reeds in een bestaand artikel bestond.

## A
Abd (عبد ‘Abd)dienaar, slaaf. Moslims beschouwen zich als dienaar of slaaf van God. Zo betekent de naam Abdallah (of Abdullah) letterlijk Dienaar van God. Abd wordt vaak gebruikt als voornaam in combinatie met een van de namen van God.
Adab (أدب ’Adab)vaak gebruikt in de betekenis van etiquette, zoals beleefdheid een vorm van adab is.
Ahad (أحد ’Aḥad)letterlijk één. Binnen de islam wordt dit woord gezien als een van de 99 Schone Namen van God, omdat God als de Ene wordt gezien.
Ahkam (أحكام ’Aḥkām)regels opgesteld volgens de Koran en de Soennah met 5 gradaties: fard, mustahab, halal, makruh, en haram.
Ahl al-Bayt (أهل البيت ’Ahl al-Bayt)de leden van het Huis van Mohammed.
Ahl al-Fatrah (أهل الفترة, ahlu-l-fatratu)mensen die in onwetendheid zijn over de islam.
Ahl al-Kitab (أهل الكتاب ’Ahl al-Kitāb)Mensen van het Boek, de mensen die reeds voor de komst van Mohammed in God geloofden en een Boek ontvingen: joden, christenen en hânifs.
Akhirah (آلآخرة Al-’Ākhirah)het leven na de dood en de verantwoording die men aflegt voor zijn of haar daden.
Akhlaq (أخلاق ’Akhlāq)Het in de praktijk laten zien van deugden.
Alamin (عالمين ‘Ālamīn)al hetgeen bestaat, waaronder de mens, de djinn en de engelen.
Alhamdoelillah (الحمد لله Al-Ḥamdu li-l-Ḷāh)Alle Lof is voor God; God zij geprezen
Allah (الله)God
Allahoemma (اللَّهُمَّ)Oh God.
Allahoe akbar (الله أكبر Al-Ḷāhu ’Akbar)God is de grootste.
Alim (عالم ‘Ālim)Hij die weet, meervoud Oelema
Amanah (أمانة ’Amānah)het vertrouwen dat de mens kreeg van God en daarmee de vrije wil.
Amien (آمين ’Āmīn)Amen, bedoeld als O God, verhoor onze gebeden!
Aminah bint Wahab (آمنة بنت وهب)de moeder van Mohammed.
Ansaar (أنصار Anṣār)"Helpers", de tot de islam bekeerde inwoners van Medina, die de moslims uit Mekka na de hidjra hielpen.
Aqidah (عقيدة ‘Aqīdah)de zuilen van geloof, de getuigenis van de islam, voor soennieten bestaande uit zes zuilen: het geloof in de eenheid van God, de engelen, de geopenbaarde Boeken, de profeten en de boodschappers, de Wederopstanding en de Laatste Dag en de voorbeschikking Gods.
Arkan (ركن/أركان)de vijf zuilen van de islam: de geloofsgetuigenis, de rituele gebeden, het geven van aalmoezen, het vasten tijdens ramadan en de pelgrimstocht naar Mekka.
Asjoera (عاشوراء ‘Āshūrah)tiende dag van de maand muharram; de dag waarop de soennieten gedenken dat God de profeet Musa en de kinderen van Israël redde uit Egypte. Sjiieten herdenken de dood van imam Hoessein.
Asjaratoe moebasjsjirun (العشرة المبشّرون)de tien metgezellen van Mohammed die een plaats in het Paradijs is beloofd.
Asr (العصر Al-‘Aṣr)het namiddaggebed dat onderdeel is van de vijfmaaldaagse salat.
As-Salamoe Alaykum (السلام عليكم As-Salāmu ‘Alaykum)letterlijk: de vrede zij met jou, groet die moslims onderling gebruiken
Astaghfiroellah (أستغفر الله ’Astaghfiru l-Ḷāh)Ik zoek vergeving bij God., uitdrukking
Awdhu billah (أعوذ بالله ’A‘ūdhu bi-l-Ḷāh)Ik zoek mijn toevlucht tot God, uitdrukking.
Awliya' (أولياء ’Awliyā’)vrienden, beschermers, helpenden (enkelvoud: wali)
Awrah (عورة ‘Awrah)het gedeelte van het lichaam dat bedekt dient te worden.
Aya (آية ’Āyah) (meervoud ayaat, آيات)een teken, meer specifiek, een gedeelte of vers van de Koran
Ayatollah (آية الله ’Āyat al-Ḷāh)letterlijk: Teken van God, titulatuur voor hooggeplaatste geestelijken binnen het sjiisme;
Azan (أذان Ādhān)de oproep tot het rituele gebed door de muezzin.
Azl (عزل ‘Azl)coitus interruptus, letterlijk: isolatie

## B
Baitullah (بيت الله)Huis van God, een moskee of ook wel de Ka'aba.
Barakah (بركة)een zegen, ook de spirituele overdracht van kennis
Barzakh (برزخ)periode tussen iemands dood en zijn wederopstanding op de Dag des oordeels. Het wordt gezien als een soort slaaptoestand.
Bid'ah (بدعة)letterlijk: iets nieuws. Binnen de islam is het een innovatie in het geloof of de aanbidding. Dit is binnen de islam ten strengste verboden.
Bint (بنت)dochter van
Bismillah ar-Rahman, ar-Raheem (بسم الله الرحمن الرحيم bismi-llāhi -r-raḥmāni -r-raḥīmi)In de naam van God, de Erbarmer, de Meest Barmhartige, uitdrukking en de eerste aya van alle soera's van de Koran, op een na.

## C
Choelde 'onverenigbaarheid van karakters' tussen een man en een vrouw, die een geldige reden is om te kunnen scheiden.

## D
Dadjaal (دجّال)letterlijk: leugenaar, figuur binnen de islam, vergelijkbaar met de Antichrist.
Dar al-amn (دار الأمن)vertaald als huis van de veiligheid, refereert aan moslims die in de westerse wereld leven.
Dar ad-dawa (دار الدعوة)vertaald als huis van de uitnodiging, refereert aan gebieden waar de islam recentelijk is geïntroduceerd.
Dar al-harb (دار الحرب)vertaald als huis van de oorlog, refereert aan de landen die geen deel uitmaken van de islamitische wereld.
Dar al-islam (دار الإسلام)vertaald als huis van de vrede, refereert aan de landen die deel uitmaken van de islamitische wereld.
Daroedeen kleine zegenspreuk
Dawah (الدعوة)uitnodiging tot bekering tot de islam
Derwisj (درويش)islamitische mysticus, gebruikt binnen het soefisme.
Dhabiha (ذَبِيْحَة)term voor het aanduiden van de door de islam voorgeschreven wijze van slachten.
Dhikr (ذكر)herinnering aan God, met name binnen het soefisme sterk ontwikkeld.
Dhimmi (ذمّي)inwoner van een islamitisch land aangeduid die geen moslim is. Aanvankelijk verstond men onder dhimmi's alleen de zogeheten 'mensen van het Boek'.
Dhuhr (الظهر)het middaggebed dat onderdeel is van de vijfmaal daagse salat
Dien (الدين)de Weg, een manier van leven, vaak gebruikt als aanduiding van de islam, maar ook voor de andere Abrahamitische religies.
Djenna (جنة)Paradijs, plaats waar zij die in Allah en de Laatste Dag geloven na hun dood heen gaan.
Djinn (جن)onzichtbaar wezen, genoemd in de Koran, dat bezit kan nemen van mensen.
Djuz' (جزء)een dertigste deel van de Koran.
Dua (دعاء)persoonlijk gebed (smeekbede) waarvoor geen regels bestaan en dat niet verplicht is.
Dunya (دنيا)de wereld of het leven, in tegenstelling tot het hiernamaals.

## E
Eid (عيد)feest
Eid ul-Adha (عيد الأضحى)Offerfeest. Het wordt gevierd ter nagedachtenis aan de profeet Ibrahim, die bereid was zijn zoon te offeren in opdracht van God.
Eid ul-Fitr (عيد الفطر)Suikerfeest. Het einde van het vasten tijdens de maand ramadan wordt gevierd.
Emir (أمير amīr)letterlijk: commandant, aanvoerder, adellijke of vorstelijke titel gebruikt in islamitische landen in het Midden-Oosten en Noord-Afrika.

## F
Fajr (فجر)het ochtendgebed dat onderdeel is van de vijfmaaldaagse salat.
Fard (فرض)religieuze plicht, een categorie uit de fiqh: men wordt gestraft bij verwaarlozing.
Fatwa (فتوى)is een juridisch advies in de islam, die door een godsdienstige wetspecialist wordt uitgevaardigd met betrekking tot een specifieke kwestie.
Fiqh (فقه)jurisprudentie van de sharia. Letterlijk betekent dit het goede inzicht in iets hebben, het weten en het begrijpen van wat iets betekent.
Fi sabil Allah (في سبيل الله)op het pad van God, (omwille van God) uitdrukking
Fitna (فتنة)periode van chaos, evenzo de tijd van de apocalyps of beproeving.
Fitra (فطرة)vergelijkbaar met het besef van goed en kwaad, het geweten. Moslims geloven dat kinderen met de aanleg voor deze gave zijn geboren.

## G
Ghusl (غسل)grote rituele wassing die in bepaalde gevallen door moslims verricht wordt

## H
Hadath akbar (حدث أكبر)grote, rituele onreinheid
Hadath asghar (حدث أصغر)kleine, rituele onreinheid
Hadd (حد)(meervoud حدود hudūd)letterlijk: grens, binnen de islam de grens die God aan de mens gaf. Op basis van de Koran wordt overtreding bestraft.
Hadith (حديث) meervoudahādīth: de islamitische overleveringen over het doen en laten en de uitspraken van Mohammed. Via deze overleveringen kent men de soenna, de manier van de profeet. Voor de overgrote meerderheid van de moslims vormen de Ahadith een aanvulling op de Koran.
Hadj (الحجّ)de bedevaart naar Mekka, voor soennieten een van de vijf zuilen van de islam.
Hafiz (حافظ)letterlijk: bewaker, binnen de islam iemand die de Koran uit het hoofd kent.
Halal (حلال)rein, toegestaan, een categorie uit de fiqh: men wordt voor deze handelingen niet gestraft, maar ook niet beloond.
Hanif (حنيف)letterlijk 'zuiver'. Iemand die al voor het ontstaan van de islam een monotheïstisch geloof aanhing, zoals Ibrahim (Abraham) en Isa (Jezus).
Haqq (حق)waarheid, een van Gods Schone Namen.
Harakat (حركات)letterlijk: beweging, het plaatsen van klinkertekens in een Arabische tekst.
Haram (حرام)onrein, een categorie uit de fiqh: verboden
Hasan (حسن)goed, mooi. Eveneens een categorisatie van een Hadith die acceptabel is.
Hidaya (هداية)leiding (door God)
Hidjab (حجاب)letterlijk bedekking, binnen de islam: hoofddoek, gedragen door vrouwen.
Hidjra (الهجرة)de migratie van Mohammed en zijn volgelingen van Mekka naar Medina in 622. Begin van de islamitische kalender.
Hizb (حزب)de helft van een djuz', een zestigste deel van de Koran
Hoeri (حورية hūrīya, meervoud hūrīyāt (حوريات))prachtige, jonge jongens en meisjes die in het Paradijs de gelovigen op hun wenken zullen bedienen.

## I
Ibadah (عبادة)aanbidding, uit zich niet alleen in rituelen, maar in alle goede daden, zoals een aalmoes of bescheidenheid.
Iblis (إبليس)een ongehoorzame djinn (geen engel, zie Soerat al-Kahf 50), verbannen naar de hel, ook bekend als Satan.
Ifriet (عفريت)een type djinn in de Arabische mythologie
Iftar (إفطار)maaltijd na zonsondergang, gedurende de vastenmaand ramadan.
Ihram (إحرام)toestand van reinheid gedurende de hadj, de bedevaart naar Mekka. Hiervoor zijn kledingvoorschriften.
Ihsan (إحسان)perfectie in de aanbidding, zodanig alsof men God ziet. God ziet alles, waarmee men rekening dient te houden.
Ijaz (إعجاز)niet-imiteerbaarheid en het unieke van de Koran.
Idjma (إجماع)consensus van rechtsgeleerden, een van de vier bronnen van de fiqh, de jurisprudentie van de islamitische wetgeving
Ijtihad (إجتهاد)de rede, een van de aanvullende principes op de vier bronnen van de fiqh, de jurisprudentie van de islamitische wetgeving. Voor de meeste moslims zijn de 'poorten van de ijtihad' gesloten verklaard in de 10e eeuw.
Ilah (إله)god, niet noodzakelijkerwijs God
Imam (إمام)een voorganger in de salat, het rituele gebed. Voor sjiieten is het een geestelijk leider met Goddelijke inspiratie die autoriteit heeft voor tafsir, Koranexegese.
Iman (إيمان)het geloof dat iemand zelf heeft.
Indjil (الإنجيل)een van de openbaringsboeken waar in de Koran met respect over gesproken wordt. Indjil wordt doorgaans gelijkgesteld met het Evangelie, maar de inhoud van de Indjil is niet bekend vanuit de Koran. Geopenbaard aan Isa.
Insha'Allah (إن شاء الله)bij Gods wil!, uitdrukking.
Iqamah (إقامة)de tweede oproep tot het salat, bijna gelijkluidend aan de azan.
Isa (عيسى)de zoon van Maryam. Isa wordt in de Koran genoemd als een belangrijk profeet en boodschapper van God. Volgens de moslims heeft Isa geen vader en hij wordt dus, in tegenstelling tot in het christendom, niet gezien als de zoon van God.
Isha (عشاء)het nachtgebed dat onderdeel is van de vijfmaaldaagse salat
(al-)Isra (الإسراء Al-’Isrā’)de Nachtreis van Mohammed, ook de naam van een soera, Soera De Nachtreis.
Islam (الإسلام)overgave aan God. Het grondwoord betekent overgave, vrede, gehoorzaamheid en zuiverheid.
Isnad (إسناد)een volledige keten van overleveraars die elkaar gekend en ontmoet kunnen hebben, een voorwaarde voor een authentieke Hadith.
Isra (الإسراء)deel van de Nachtreis waarbij Mohammed van Mekka naar de plaats van de huidige Al-Aqsamoskee in Jeruzalem ging.

## J
Jadid (جديد)letterlijk: nieuw, de naam gegeven aan islamitische hervormers binnen het Russische Rijk in de jaren 80 van de 19e eeuw.
Jahannam (جهنم)de hel
Jahiliyya (الجاهليّة)concept dat refereert aan de conditie van de pre-islamitische, polytheïstische Arabische samenleving, de tijd van onwetendheid.
Janaza (جنازة)begrafenisgebed
Jazakallahu Khayran (جزاك الله خير)Moge God je belonen voor het goede. Uitdrukking als teken van dank.
Jihad (جهاد)strijd, bescherming van het geloof, wordt zowel voor de innerlijke strijd als voor de uiterlijke strijd gebruikt.
Jizya (جزية)belasting die betaald wordt door bepaalde niet-moslims.
Jumah (جمعة)dhuhr, uitgevoerd als gezamenlijke salat op vrijdag in de moskee.

## K
Ka'aba (الكعبة)vierkant gebouw in Mekka dat de qibla bepaalt. Het gebouw wordt niet aanbeden, maar is als gemeenschappelijk punt vastgesteld.
Kafir (كافر)iemand die niet in God gelooft.
Kalam (علم الكلم)islamitische theologie
Kalief (خليفة Khalīfah)letterlijk: opvolger, hoofd van een kalifaat en in het bijzonder van het islamitische Rijk. De kalief wordt beschouwd als de opvolger van Mohammed, als leider van de oemma, niet als profeet.;
Khatib (خاطب)de imam die bij de gezamenlijke salat op vrijdag de khutbah, de preek, houdt
Khilafah (خلافة)het rentmeesterschap dat de mens van God over de aarde kreeg.
Khutbah (خطبة)de preek die een imam bij de gezamenlijke salat op vrijdag houdt.
Kitab (كتاب)letterlijk: boek, wordt gebruikt als benaming voor de Koran.
Koran (القرآن)het belangrijkste Heilige Boek van de moslims, geopenbaard aan Mohammed in 610.

## L
La ilaha illallah (لاإله إلا الله)Er is geen godheid dan God. De belangrijkste uitdrukking binnen de islam, onderdeel van de shahadah en daarmee onderdeel van de vijf zuilen van de islam en de boodschap van de tawhied en daarmee onderdeel van de zuilen van geloof.
Laylat al-Qadr (ليلة القدر)Nacht van de beslissing, de nacht waarin voor de eerste maal een soera van de Koran door de engel Djibril aan Mohammed werd geopenbaard.

## M
Madhhab (مذهب)(meervoud madhahib) rechtsschool, voornamelijk bekend binnen de soennitische islam, die op verschillende manieren de islamitische wetten interpreteren, fiqh genaamd.
Madrasa (مدرسة)school, binnen de islam een religieuze school.
Maghrib (مغرب)het avondgebed dat onderdeel is van de vijfmaaldaagse salat.
Mahdi (مهدي)gids, persoon van wie in sommige islamitische stromingen verwacht wordt dat hij volgens profetieën aan het einde der tijden komt. De komst van de Mahdi is het belangrijkste dat er op de dag des oordeels zal gebeuren en is een eschatologisch symbool.
Mahram (محرم)een familielid van de tegenovergestelde sekse die binnen de beschermde grenzen valt; men kan hier niet mee trouwen.
Makruh (مكروه)een categorie uit de fiqh, men wordt niet gestraft bij het doen van deze handelingen, maar voor het nalaten wordt men beloond..
Malaikah (ملائكة)engelen
Mandub (مندوب)een categorie uit de fiqh, men wordt niet gestraft bij het nalaten, maar wel beloond in het hiernamaals. Hierbij kan men denken aan vrijwillige aalmoezen geven of extra gebeden verrichten.
Manzil (منزل)een zevende deel van de Koran van ongeveer gelijke lengte.
Masha'Allah (ما شاء الله)God heeft het gewild, uitdrukking.
Masih (مسيح)messias, ook de toevoeging bij Jezus’ naam.
Masjid (مسجد)letterlijk: plaats van nederwerping, moskee
Ma'sum (معصوم)vrij van zonden; kinderen zijn ma’sum, maar ook volwassenen kunnen ma’sum zijn, zoals wordt aangenomen van Mohammed.
Medina (مدينة)stad; al-Medinat-un-Nabi betekent de stad van de Profeet.
Mihrab (محراب)gebedsnis in een muur in de moskee die de gebedsrichting, de qibla, aangeeft.
Minaret (منارة)de toren van een moskee, typisch islamitisch architectonisch kenmerk.
Minbar (منبر)preekgestoelte in de moskee waar de imam een aantal zegeningen en de preek, de khutbah, uitspreekt tijdens het gezamenlijke gebed op vrijdag.
(al-)Miraj (المعراج)deel van de Nachtreis waarbij Mohammed van de plaats van de huidige Al-Aqsamoskee in Jeruzalem naar de hemel ging en de zeven Hemelen bezocht.
Moefti (مفتى)een juridisch adviseur in de islamitische wetgeving, wanneer de fiqh niet toereikend is. De uitspraak wordt een fatwa genoemd.
Moellah (ملا)geestelijke die de Koran, de Ahadith en de fiqh intensief heeft bestudeerd.
Moslim (مسلم)iemand die zich onderworpen heeft aan God, belijder van de islam
Mu'awwidhatayn (المعوذتين)Soera De Mensheid en Soera De Doorbraak staan bekend als Mu'awwidhatayn, waarin de toevlucht tot God wordt gezocht.
Mubah (مباح)een categorie uit de fiqh, men wordt voor deze handelingen niet gestraft, maar ook niet beloond, neutraal (ook halal genaamd).
Mubaligh (مبلغ)iemand die de gehele Koran uit het hoofd kan reciteren.
Muezzin (مؤذن)moslim die traditioneel vanaf een minaret bij een moskee oproept tot de salat.
Muhammadun rasulullah (محمد رسول الله)Mohammed is de boodschapper van God. De belangrijke uitdrukking binnen de islam, onderdeel van de sjahada en daarmee onderdeel van de vijf zuilen van de islam;
Muhajirun (مهاجرون)de eerste moslims die van Mekka naar Medina emigreerden (hidjra).
Mu'min (مؤمن)werkelijk gelovige moslim
Munafiq (منافق)hypocriet, moslim die zich als moslim voordoet, maar niet gelooft.
Munkar (منكر)een van de twee engelen die een overledene in zijn of haar graf zal testen op het geloof
Murtad (مرتد)afvallige, moslim die zich distantieert van de islam (geloofsverzaking).
Mustahabb (مستحبّ)een categorie uit de fiqh, men wordt niet gestraft bij het nalaten, maar wel beloond in het hiernamaals. Hierbij kan men denken aan vrijwillige aalmoezen geven of extra gebeden verrichten.

## N
Nabi (نبي)letterlijk: profeet, binnen de islam wordt een onderscheid gemaakt tussen nabi die geen Heilig Boek bracht en tussen een rasul die wel een Heilig Boek bracht.
Nakir (نكير)een van de twee engelen die een overledene in zijn of haar graf zal testen op het geloof
Naskh (ناسِخة)technische term uit de Koranwetenschap met betrekking tot het afleiden van juridische voorschriften. Het betreft de intrekking en vervanging door God van bepaalde ayat van de Koran.
Nikab (نقاب)kledingstuk dat vooral door (streng) islamitische vrouwen gedragen wordt. Een nikab wordt vaak verward met een boerka.
Nur (نور)licht, stof waarvan engelen gemaakt zouden zijn; ook een soera uit de Koran: Soera Het Licht.

## O
Oelema (علماء)vertaald 'geleerden', zij die zich verdiept hebben in kennis met betrekking tot de islam, bijvoorbeeld in de sharia, de hadieth en de fiqh.
Oemma (الاُمّة)de wereldwijde islamitische gemeenschap.
Oemrah (عمرة)pelgrimage naar Mekka die in tegenstelling tot de hadj het hele jaar door gemaakt kan worden.

## Q
Qadar (قدر)lotsbestemming, Goddelijke voorbeschikking, een van zuilen van geloof.
Qadi (قاضي)rechter die op grond van de sharia en idjma oordeelt.
Qari (قارئ)iemand die de gehele Koran uit het hoofd kan reciteren
Qibla (قبلة)o.a. gebedsrichting voor de salat, maar ook in het graf ligt men op de rechterzij met het gezicht naar de qibla en ook bij de dhabiha speelt de qibla een rol.
Qi'yaamah (قيامة)Wederopstanding, ook een soera uit de Koran: Soera De Resurrectie.
Qiyas (القياس)analogie, het afleiden van regels voor situaties die niet in de Koran en de soenna worden beschreven naar analogie van vergelijkbare situaties die wel beschreven zijn. Het is een van de vier bronnen van de fiqh, de jurisprudentie van de islamitische wetgeving
Qur'anZie Koran

## R
Rabb (رَبِّ)heer, meester.
Rahman (رحمان)barmhartig; Ar-Rahman is een van de 99 Schone Namen van God
Rahim (رحيم)genadevol; Ar-Rahim is een van de 99 Schone Namen van God;
Raka'a (ركعة)bepaald onderdeel van de salat dat meerdere keren verricht wordt. Het aantal raka'at verschilt per gebed.
Rasul (رسول)boodschapper en profeet; er wordt een onderscheid gemaakt tussen een nabi die geen Heilig Boek bracht en een rasul die wel een Heilig Boek bracht. Het geloof in de rasul is een van de Zuilen van geloof.
Riba (ربا)rente, het ontvangen en geven van rente is verboden, zoals vastgelegd in de Koran.
Ridda (ردة, ridda)geloofsafval
Risalah (رسالة)letterlijk boodschap, binnen de islam gaat het om een Goddelijke boodschap. Al-Risalah, 'De Boodschap' is ook de naam van een film over het leven van Mohammed
Rizqgoddelijke voorziening
Roeh Al-Qoedoes (الروح القدس)Goddelijke geest
Ruh (روح)ziel
Ruk'u (رُكوع)onderdeel van een ra'ka van de salat waarbij men staat, buigt en knielt.

## S
Sadaqah (صدقة)aalmoes die boven op de verplichte zakat gegeven wordt.
Sahaba (صحابة)metgezellen van Mohammed, enkelvoud sahābi wordt ook als vriend gebruikt.
Sadjada (سجادة)gebedskleed voor het rituele gebed
Sahoor, sahur of suhur (سحور)Zie Suhoor
Salaf (سلف)voorouders, meestal duidt het de eerste drie generaties moslims aan vanaf de tijd van Mohammed. Het salafisme ontleent hier zijn naam aan.
Salam (سلام, salām)vrede, ook gebruikt als begroeting
Salat (صلاة)het vijfmaaldaagse, rituele gebed, een van de vijf zuilen van de islam.
Sallallahu alaihi wa sallam (صلى الله عليه و سلم)Gods zegen en vrede zij met hem, uitdrukking van eerbied, gebruikt na het horen, zeggen of schrijven van de naam van Mohammed, afgekort als "ص" of saws of het Nederlandse vzmh, soms ook zvmh.
Salsabil (سلسبيل)hemelse rivier
Sawm (صَوم)het vasten tijdens de maand ramadan.
Shaikh (شيخ)sjeik, titel die in de Arabische wereld gegeven wordt aan een man die aanzien heeft of heeft verworven als leider, zowel op geestelijk als op wereldlijk gebied.
Sjahada (الشهادة)De uitspraak: La ilaha illa Allah. Muhammadun rasulullah. (Er is geen godheid dan God en Mohammed is Zijn boodschapper.), getuigenis, een van de vijf zuilen van de islam en staat in nauw verband met de Zuilen van geloof;
Sjahid (شهيد)martelaar
Sharia (شريعة)letterlijk pad naar de waterput, binnen de islam de islamitische wetgeving op basis van de Koran en de Soennah, basis van de fiqh.
Sharif (شريف)titel bestemd voor de afstammelingen Mohammed via Hassan, zoon van Mohammeds dochter Fatima Zahra en zijn schoonzoon Ali ibn Abi Talib.
Shaitan (شيطان)satan, ook wel Iblis genaamd.
Shi'a (شيعة)moslim die gelooft volgens de sjiitische wijze.
Shirk (شرك)het gelijkstellen van iets of iemand aan God, de grootste zonde binnen de islam
Sira (السيرة)het leven of een biografie over het leven van Mohammed.
Sirat al-Mustaqim (صِّرَاطَ المُستَقِيمَ)het Rechte Pad, zoals ook genoemd in Soera De Opening.
Subhanahu wa ta'ala (سبحانه و تعالى)De zeer Geprezene en Verhevene uitdrukking gebruikt na het horen, zeggen of schrijven van de naam van God in het Arabisch, Allah.
Subhan'Allah (سبحان الله)God zij geprezen, uitdrukking gebruikt door moslims bij het uitdrukken van sterke gevoelens of opluchting.
Sudjud (سُجود)onderdeel van een ra'ka van de salat waarbij men de grond raakt met de handpalmen, de knieën, de voeten en het gezicht, neus en voorhoofd
Suhoor (سحور)ontbijt vóór fajr (dageraad), gedurende de vastenmaand ramadan.
Soefi (صوفي)moslim die gelooft volgens de soefistische wijze.
Soennah (السنّة)in de betekenis van pad of voorbeeld, het beste gegeven door Mohammed of in de betekenis van aanbevolen, een categorie uit de fiqh.
Soenni (سنّي)moslim die gelooft volgens de soennitische wijze.
Soera (سورة)een hoofdstuk uit de Koran. Er zijn in totaal 114 soera's.

## T
Tafsir (تفسير)exegese van de Koran
Tasawwoef (الصوفية)mystieke stroming waarvan de aanhangers (derwisjen) het beschrijven als het hart, de kern en de essentie van de islam
Tahajjud (تهجد)optionele nachtgebeden, zoals witr
Taharah (طهارة)rituele reiniging door woedoe of ghoesl
Tahir (طاهر)ritueel rein
Tahrif (تحريف)vervalsing, corruptie. Moslims nemen aan dat, behalve de Koran, de andere islamitische Heilige Boeken niet zuiver overgeleverd zijn en aan tahrif lijden.
Tauwid (تجويد)een speciale manier van het bijna melodieuze voordragen van de Koran.
Takbir (تكبير)uiting van Gods grootheid door middel van het uitspreken van Allahu akbar.
Takfir (تكفير)het verklaren van een gelovige of een groep gelovigen tot kafir (ongelovige).
Takiyya (تقيّة)vrees, voorzichtigheid, geldt in de islamitische traditie van sjiieten, ismaëlieten en druzen als een toegestane gedragsregel om het geloof onder bedreiging of dwang te verbergen.
Talaq (طلاق)echtscheiding, het verstoten van een moslimvrouw door haar man.
Taqwa (التقوى)zich bewust zijn van Gods alomtegenwoordige aanwezigheid.
Tarawih (تراويح)extra salat, verricht na isha gedurende de vastenmaand ramadan.
Tartil (ترتيل)een speciale manier van het bijna melodieuze voordragen van de Koran.
Tasbih (تسبیح)gebedssnoer
Tasliem (تسلم)vredesgroet aan het einde van de salat
Tawaaf (طواف)rondgang rond de Ka'aba die deel uitmaakt van de oemrah en hadj
Tawhied (توحيد)letterlijk één maken, binnen de islam aanduiding van de 'eenheid van God' en het monotheïsme. God is één: volkomen ondeelbaar, volledig uniek en volstrekt ondefinieerbaar. 'Tawhid' wordt doorgaans tot een van de zuilen van geloof gerekend.
Tawrat (توراة)een van de openbaringsboeken waar in de Koran met respect over gesproken wordt. Het Boek wordt doorgaans gelijkgesteld met de Thora, maar de inhoud van de Tawrat is niet bekend vanuit de Koran. Geopenbaard aan Mozes.
Tayammum (تيمم)rituele wassing die verricht wordt zonder water in tegenstelling tot woedoe of ghoesl
Thaghoet (طاغوت)kan worden vertaald als iets wat de grens overschrijdt. Het is een vorm van bijgeloof, evenals shirk.

## U
Urf (عرف)het gewoonterecht, een van de aanvullende principes op de vier bronnen van de fiqh, de jurisprudentie van de islamitische wetgeving.
Usul al-Fiqh (أصول الفقه)studie naar de fiqh.

## W
Wahy (وحي)Openbaring van God
Wajib (فرض واجب)religieuze plicht, een categorie uit de fiqh: men wordt gestraft bij verwaarlozing.
Wali (والي)vriend, helper, beschermer, meester (niet verwarren met Wāli)
Waqf (وقف)religieuze stichting volgens de sharia
Witr (وتر)vrijwillige salat gedurende de nacht, tussen isha en fajr, bestaande uit 3 rakaat
Woedoe (وضوء)kleine wassing die verricht wordt door een moslim voor de salat.

## Y
Yawm (يوم)Dag
Ya Allah (يا الله)Oh God! Uitdrukking
Yawm Al- Qi'yaamah (يوم القيامة)Dag der Opstanding

## Z
Zaboer (زبور)door veel geleerden gelijkgesteld met de Psalmen en is volgens de Koran, een van de heilige boeken, geopenbaard aan David.
Zakat (زكاة)'reiniging' in de vorm van verplichte aalmoezen aan de armen om een meer rechtvaardige verdeling van goederen te bereiken. Het is een van de vijf zuilen van de islam.
Zina (زنا)seksuele activiteit buiten het huwelijk, binnen de islam is dit verboden.
Zohr (ظهر)middaggebed.

## Noot
Deze lijst is verre van volledig; Wikipedia is immers geen woordenboek. Van oorsprong Arabische woorden, zoals alcohol of woorden die als algemeen bekend beschouwd kunnen worden, zijn niet opgenomen.